# آبشار اسمیت
آبشار اسمیت (به انگلیسی: Smith Falls) آبشاری است که در نبراسکا، ایالات متحده آمریکا واقع شده و ارتفاع کلی ریزشگاه آن ۶۳ فوت (۱۹ متر) است.